# 성경 등장인물 목록
아래에는 성경 등장인물의 목록이다.

## 아담과 하와
- 아담 + 하와 → 카인, 아벨, 셋

### 카인의 후손
- 에녹 → 이랏 → 므후야엘 → 므두샤엘 → 라멕
  - 라멕 + 아다 → 야발, 유발
  - 라멕 + 씰라 → 두발카인, 나아마

### 셋의 후손
- 에노스 → 케난 → 마할랄렐 → 야렛 → 에녹 → 므두셀라 → 라멕 → 노아

#### 노아의 후손
- 노아 → 셈, 함, 야벳

##### 야벳의 후손
- 야벳 → 고메르, 마곡, 마다이, 야완, 투발, 메섹, 티라스
  - 고메르 → 아스크나즈, 리팟, 토가르마
  - 야완 → 엘리사아, 타르시스, 키팀, 도다님

##### 함의 후손
- 함 → 에티오피아, 이집트, 풋, 가나안
  - 에티오피아 → 스바, 하윌라, 삽타, 라아마, 삽트카, 니므롯
    - 니므롯 → 아시리아 건국(니느웨, 르호봇 이르, 켈라, 레센 건설)
    - 라아마 → 세바, 드단

  - 이집트 → 루드인, 아남인, 르합인, 납투인, 파트로스인, 카슬루인(블레셋족), 캅토르인
  - 가나안 시돈,히타이트,여부스족,아모리족, 기르가스족, 히위족, 아르케족, 신족, 아르왓족, 체메르족, 하맛족

##### 셈의 후손
- 셈 → 아르박삿 → 셀라 → 에벨 → 벨렉 → 르우 → 스룩 → 나홀 → 데라 → 아브라함, 나홀, 하란

###### 아브라함의 후손
- 아브라함 + 하갈 → 이스마엘 → 아랍 민족  (이슬람교)
- 아브라함 + 사라 → 이삭 → 이스라엘 민족 (유대교)

###### 이스마엘의 후손
- 이스마엘 → 느바욧, 케다르, 앗브엘, 밉삼, 미스다, 두마, 마싸, 하닷, 테마, 여투르, 나피스, 케드마

###### 이삭의 후손
- 이삭 → 야곱 → 르우벤, 시므온, 레위, 유다, 잇사갈, 스블론, 요셉, 베냐민, 단, 납달리, 갓, 아겔
  - 유다 + 타마르 → 페레츠, 제라
    - 페레츠 → 헤츠론 → 람 → 암미나답 → 나흐손 → 살몬 → 살몬 + 라합 → 보아즈 + 룻 → 오벳 → 이새 → 다윗

###### 다윗의 후손
- 다윗 + 밧세바 → 솔로몬 → 르호보암 → 아비야 → 아사 → 여호사밧 → 요람 → 웃시야 → 요담 → 아하스 → 히스기야 → 므낫세 → 아몬 → 요시야 → 여고냐와 그의 형제들 → 스알디엘 → 스룹바벨 → 아비훗 → 엘리아김 → 아소르 → 사독 → 아킴 → 엘리웃 → 엘르아살 → 맛단 → 야곱 → 요셉 + 마리아 → 예수 그리스도

###### 나홀의 후손
- 나홀 + 밀가 → 우츠, 부즈, 크무엘, 케셋, 하조, 필다스, 이들랍, 브투엘
  - 브투엘 → 레베카
- 나홀 + 르우마 → 테바, 가함, 나하스, 마아카

하란의 후손
하란>롯

## 성경에 나오는 민족들
- 이스라엘 민족
- 가나안족
- 블레셋족
- 미디안족
- 아말렉족
- 헷 족
- 여부스족
- 아모리족
- 에돔족
- 암몬족
- 모압족
- 바산족
- 시돈족
- 아람족
- 히타이트족
- 바빌론족
- 아시리아족
- 페르시아족
- 이탈리아인

## 기타

### 라흐미
역대기상 20:5에 따르면 라흐미(Lahmi)는 다윗의 용사 엘하난에게 죽임을 당한 골리앗의 형제였다. 또한 야일의 아들 엘하난 문서도 참고할 것.

### 벤암미
벤암미(Ben-Ammi, 히브리어로 "내 백성의 아들"을 의미하는 בן־עא)는 롯과 그의 막내딸의 아들이었다. 그는 암몬 족속의 조상이 되었다.(창세기 19:36~38 참조)